# Atti della Societa Italiana di Scienze Naturali
Atti della Societa Italiana di Scienze Naturali (abreviado Atti Soc. Ital. Sci. Nat.) fue una revista con ilustraciones y descripciones botánicas que fue publicada en Milán desde el año 1859 hasta 1896. Fue reemplazada por Atti della Società Italiana di Scienze Naturali e del Museo Civico di Storia Naturale di Milano.	